# Il cuore dell'inverno
Il cuore dell'inverno (titolo originale:  Winter's Heart) è il nono libro del ciclo fantasy La Ruota del Tempo scritto dal romanziere statunitense Robert Jordan. Il libro è formato da un prologo e 35 capitoli. In Italia è edito da Fanucci.
Al momento della sua uscita, il libro, come il precedente, salì immediatamente alla prima posizione della lista delle vendite dei migliori best seller, stilata dal prestigioso New York Times.
Egwene al'Vere, una delle protagoniste della saga, è assente in questo libro. L'autore aveva già compiuto una simile operazione con altri due protagonisti: Perrin Aybara, completamente assente nel libro quinto e Matrim Cauthon, assente nell'ottavo. La medesima cosa capiterà di nuovo nel Libro XII nel quale è completamente assente un'altra delle protagoniste: Elayne Trakand.

## Trama
La maggior parte degli eventi descritti in questo libro avvengono in contemporanea a quelli che verranno descritti nel libro successivo: Crocevia del crepuscolo.
Perrin Aybara ed i suoi seguaci, si trovano nel sud del continente, all'inseguimento degli Shaido Aiel, che hanno rapito Faile ed altre donne.
Elayne Trakand, alle prese con la conquista del trono di Andor, consolida la sua sorellanza con Aviendha attraverso una cerimonia di adozione reciproca, secondo gli usi degli Aiel; in seguito riceve una visita da parte di Rand al’Thor e della sua amica Min Farshaw; poco prima di consumare finalmente il loro amore e di rimanere incinta, Elayne lega Rand come suo Custode, estendendo poi il legame anche ad Aviendha e Min Farshaw. Nynaeve, esasperata dalla situazione di Caemlyn se ne va quindi con Rand, per compiere un'importante missione e portando con lei suo marito, Lan Mandragoran. Elayne nel frattempo cerca di consolidare la propria posizione nella capitale di Andor, affrontando la misteriosa minaccia di un immane esercito proveniente da nord e soprattutto contrastando i rivali al Trono del Leone.
Mat Cauthon si trova intrappolato nella città di Ebou Dar in Altara, sotto occupazione dei Seanchan. Egli pianifica attentamente la sua fuga, trovando anche l'appoggio inaspettato di Egeanin Sarna, Bayle Domon e Setalle Anan. I suoi piani però sono complicati dal fatto che la regina Tylin è restia a lasciarlo andare e soprattutto perché ha promesso di liberare due Aes Sedai (Teslyn Baradon ed Edesina), che sono state ridotte a damane, e di portarne con sé una (Joline Maza) che si nasconde nella locanda della “Donna Errante”. Infine, al momento della fuga, i suoi piani vengono ulteriormente complicati dall'intervento di Tuon, che si rivela essere la Figlia delle Nove Lune, cioè la donna che secondo una profezia, lui deve sposare; di conseguenza Mat la rapisce.
Rand al'Thor, il Drago Rinato, dopo la sua fugace visita a Caemlyn, si reca a Far Madding; in quella strana città (che è schermata dall'Unico Potere e dove comandano le donne) attira gli Asha’man traditori che hanno cercato di ucciderlo. Egli infatti li vuole eliminare, prima di procedere con i suoi piani, perciò nella sua impresa viene aiutato da Nynaeve, Min, Lan ed Alivia, la potentissima ex damane seanchan che Nynaeve ha portato con sé. In città nel frattempo arriva Cadsuane seguita da un variegato gruppo, composto di molte altre Aes Sedai (tra le quali Verin ed Alanna), di Asha’man ed alcuni Atha'an Miere. Gli attentatori traditori vengono eliminati, ma Rand e Lan vengono imprigionati dal Consiglio di Far Madding, a causa di una trappola ordita da Padan Fain e solo il provvidenziale ed astuto intervento di Cadsuane, permette di liberarli.
Il gruppo di Rand e quello di Cadsuane dunque si uniscono e si recano nei pressi di Shadar Logoth. Lo spettacolare finale vede Rand e Nynaeve, che legati in cerchio, usano i potentissimi Choedan Kal per pulire Saidin dalla contaminazione del Tenebroso. Nel frattempo Cadsuane organizza tutti gli altri in squadre di protezione, per tenere lontani i Reietti, che attaccano ripetutamente la zona, nel tentativo di uccidere l'indifeso Rand ed impedire la pulitura.